# Autoestrada A28
Die Autoestrada A28 oder Auto-Estrada do Litoral Norte ist eine Autobahn in Portugal. Die Autobahn beginnt in Porto und endet in Caminha.

## Größere Städte an der Autobahn
- Porto
- Vila do Conde
- Viana do Castelo
- Caminha